# Thiruthani
Thiruthani är en ort i Indien.   Den ligger i distriktet Thiruvallur och delstaten Tamil Nadu, i den södra delen av landet, 1 700 km söder om huvudstaden New Delhi. Thiruthani ligger 85 meter över havet och antalet invånare är 39 899.
Terrängen runt Thiruthani är platt, och sluttar österut. Runt Thiruthani är det tätbefolkat, med 459 invånare per kvadratkilometer. Närmaste större samhälle är Arakkonam, 11,7 km sydost om Thiruthani. Trakten runt Thiruthani består till största delen av jordbruksmark.